# 曹尋
曹尋（3世紀—248年），曹魏皇族，魏文帝曹丕之孫，贊哀王曹協之子，母不明，字不明。贊殤王。
235年（魏明帝青龙三年），其父曹協死后，继承王位。239年，受加增900户，最后达到3000户。没有儿子，248年（曹芳正始九年），曹尋去世。封国撤除。